# أنتوني جاكوب
أنتوني جاكوب هو مجدف كندي، ولد في 18 مايو 1989 في كندا.

## وصلات خارجية
- أنتوني جاكوب على موقع الاتحاد الدولي للتجديف (الإنجليزية)
- أنتوني جاكوب على موقع اللجنة الأولمبية الدولية (الإنجليزية)
- أنتوني جاكوب على موقع أوليمبيديا (الإنجليزية)